# Andrena helenica
Andrena helenica är en biart som beskrevs av Warncke 1965. Andrena helenica ingår i släktet sandbin, och familjen grävbin. Inga underarter finns listade i Catalogue of Life.